# Luigi Enrico Ferro
Luigi Enrico Ferro (Murano, 1º luglio 1903 – Venezia, 8 luglio 1975) è stato un violinista italiano.

## Biografia
Luigi Ferro iniziò a studiare violino nella sua città natale con Fanny Finzi (deportata nel 1944 e morta ad Auschwitz) e a 8 anni entrò al Liceo Musicale "Benedetto Marcello". In seguito alla disfatta di Caporetto le attività del liceo vennero sospese e nel 1917 si trasferì a Milano per proseguire gli studi nella classe di Teresina Tua al Conservatorio "Giuseppe Verdi". Finita la guerra, dovendo Ferro rientrare a Venezia, la Tua lo raccomandò a Francesco De Guarnieri con il quale concluse gli studi nel liceo musicale con lode nel 1927.
Nel 1921 Ferro fondò il Quartetto Veneziano, con Vittorio Fael, Oscar Crepas ed Eduardo de Guarnieri. Il quartetto intraprese una notevole attività arrivando a rappresentare l'Italia alle Olimpiadi Musicali Internazionali di Parigi del 1924 e ad esibirsi al Festival di Salisburgo, nella serie dei concerti della BBC di Londra e nelle principali capitali europee. Grazie all'intervento di Gian Francesco Malipiero, nel 1924 Gabriele d'Annunzio assunse il quartetto per i principali avvenimenti del Vittoriale; in virtù di questa attività il quartetto prenderà il nome di Quartetto "Veneziano" del Vittoriale. Questa speciale vetrina consentì loro di entrare in contatto con importanti compositori italiani dell'epoca (alcuni di loro furono infatti vicini al Partito Fascista), ricevendo dediche da Carlo Jachino, Mario Pilati, Ildebrando Pizzetti, Ottorino Respighi. Tramite Alfredo Casella, il quartetto entrò in contatto anche con Ernest Bloch, Arthur Honegger e Igor Stravinskij. Nel 1929, alla partenza di Eduardo de Guarnieri (per tentare la fortuna direttoriale in Sud America) e di Fael, il quartetto si sciolse. Rinacque nel 1937 in una nuova formazione (con Rino Fantuzzi, Aleardo Savelli e Carlo Diletti) con il nome di Quartetto Ferro, tenendo concerti fino al 1950.
Ferro svolse inoltre attività solistica (nel 1934 sostituì all'ultimo momento Carl Flesch nel Triplo Concerto di Beethoven con Enrico Mainardi e Alexander Borowsky sotto la direzione di Willy Ferrero) e suonò in duo con pianisti quali Eugenio Bagnoli, Gabriele Bianchi, Carlo Bussotti, Goffredo Giarda, Gino Gorini, Sergio Lorenzi e Renato Fasano.
Dal 1944 fu spalla dell'Orchestra del Teatro La Fenice, primo violino del Gruppo Strumentale Italiano dell'Associazione Veneziana della Musica da Camera e nel 1949 venne invitato da Fasano (con cui aveva suonato in duo nel 1937) alla guida dei Virtuosi di Roma, assurgendo a protagonista della riscoperta di Vivaldi, compositore del quale aveva anche già eseguito degli inediti nel 1943 a Vicenza. Da quel momento si susseguirono decine di incisioni discografiche e centinaia di concerti tenuti tra l’Europa e le Americhe.
Fu docente di violino al Conservatorio di Venezia dal 1931 al 1968 (prendendo il posto del suo maestro Francesco de Guarnieri per concorso), eccezion fatta per la parentesi al Conservatorio di Milano dal 1957 al 1963. Tra i suoi allievi spiccano concertisti importanti quali Giuliano Carmignola, Giovanni Guglielmo, Piero Toso nonché Pino Donaggio che invece ha ottenuto successo come cantautore.
In seguito alla scomparsa della moglie, si ritirò da tutte le attività artistiche nel 1966 e da quelle didattiche nel 1968.
Per l'Accademia Musicale Chigiana curò edizioni moderne per quartetto d’archi. Suonava un Montagnana e un Carlo Antonio Testore del 1700.